# 이언 맥더미드
이언 맥더미드(Ian McDiarmid, 1944년 8월 11일 ~ )는 스코틀랜드의 배우이다.

## 출연 작품
- 스타워즈 에피소드 1: 보이지 않는 위험 - 쉬브 팰퍼틴 역
- 스타워즈 에피소드 2: 클론의 습격
- 스타워즈 에피소드 3: 시스의 복수
- 스타워즈 에피소드 5: 제국의 역습
- 스타워즈 에피소드 6: 제다이의 귀환
- 스타워즈 에피소드 9: 라이즈 오브 스카이워커